# Инараджан
Инараджан (англ. Inarajan, чамор. Inalåhan) — деревня и муниципалитет на острове Гуам (США). Расположен на юго-восточном побережье острова. Первоначальное название деревни чаморро, Иналахан, было изменено при транслитерации во время испанской колонизации острова.

## История

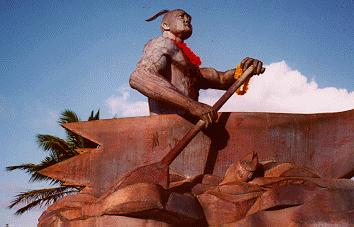
Статуя легендарного вождя Гадао в Инараджане

История поселения началась ещё до открытия Гуама испанцами в 1521 году. Поселение было родиной легендарного вождя Гадао и одна из немногих деревень со значительным населением в конце испанского правления в 1898 году. В 1950 году в муниципалитете проживало 1494 человека, из которых 814 проживали непосредственно в деревне. В настоящее время Инараджан - лучше всего сохранившаяся деревня испанской эпохи, известная своей богатой историей и культурой и внесённая в Национальный реестр исторических мест США. 
Среди остопримечательностей муниципалитета: деревенская церковь, построенная до Второй мировой войны, статуя вождя Гадао, деревня Геф-Паго-Чаморро, древние картины пещеры вождя Гадао и историческая деревенская архитектура.
В состав муниципалитета Инараджан входит община Малойлой, расположенная на холмах к северу от центральной деревни. Малойлой и Инараджан празднуют отдельные деревенские праздники. Многие жители из района Малойлой в Иналахане заявляют, что являются отдельной деревней, поскольку отмечают разные праздники и имеют свою собственную земельную границу. 
В районе Дандан в Малойлое находилась бывшая станция слежения НАСА «Аполлон». В настоящее время здесь расположена муниципальная санитарная свалка Лайон-на-Гуаме, которая заменила скандально известный полигон Ордот. Жители деревни, а также многие защитники окружающей среды возражали против создания свалки, но правительство Гуама их отвергло

## Образование
Инараджан обслуживается государственной системой школ Гуама. Здесь расположены начальная и средняя школы. Деревню обслуживает Южная высшая школа в Санта-Рите после того как в 1997 году была закрыта местная высшая школа.

## Демография
Население Инараджана по переписи 2010 года составляет 2 273 человека.

## Галерея

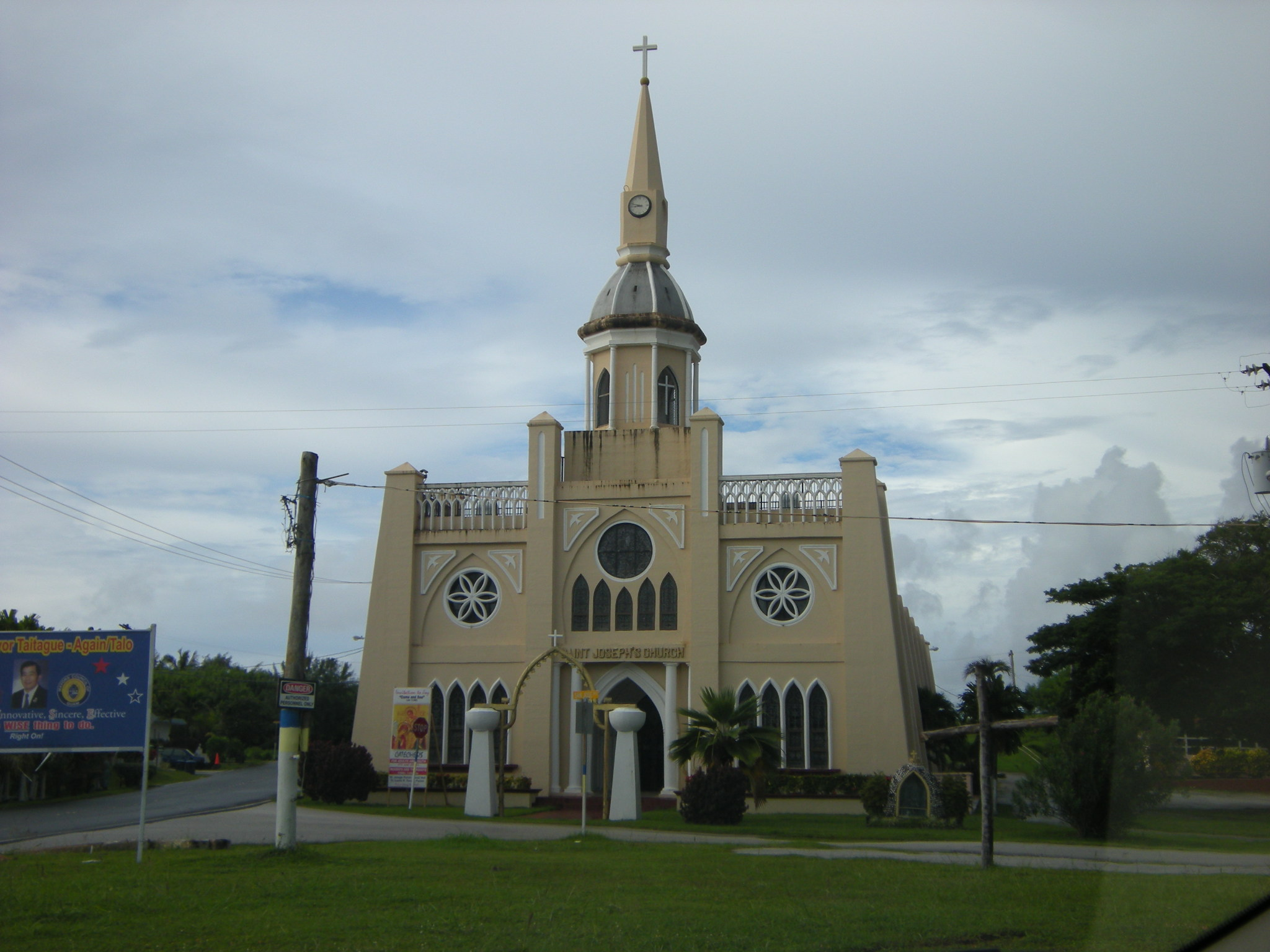
Церковь Сент-Джозефа (Инараджан)
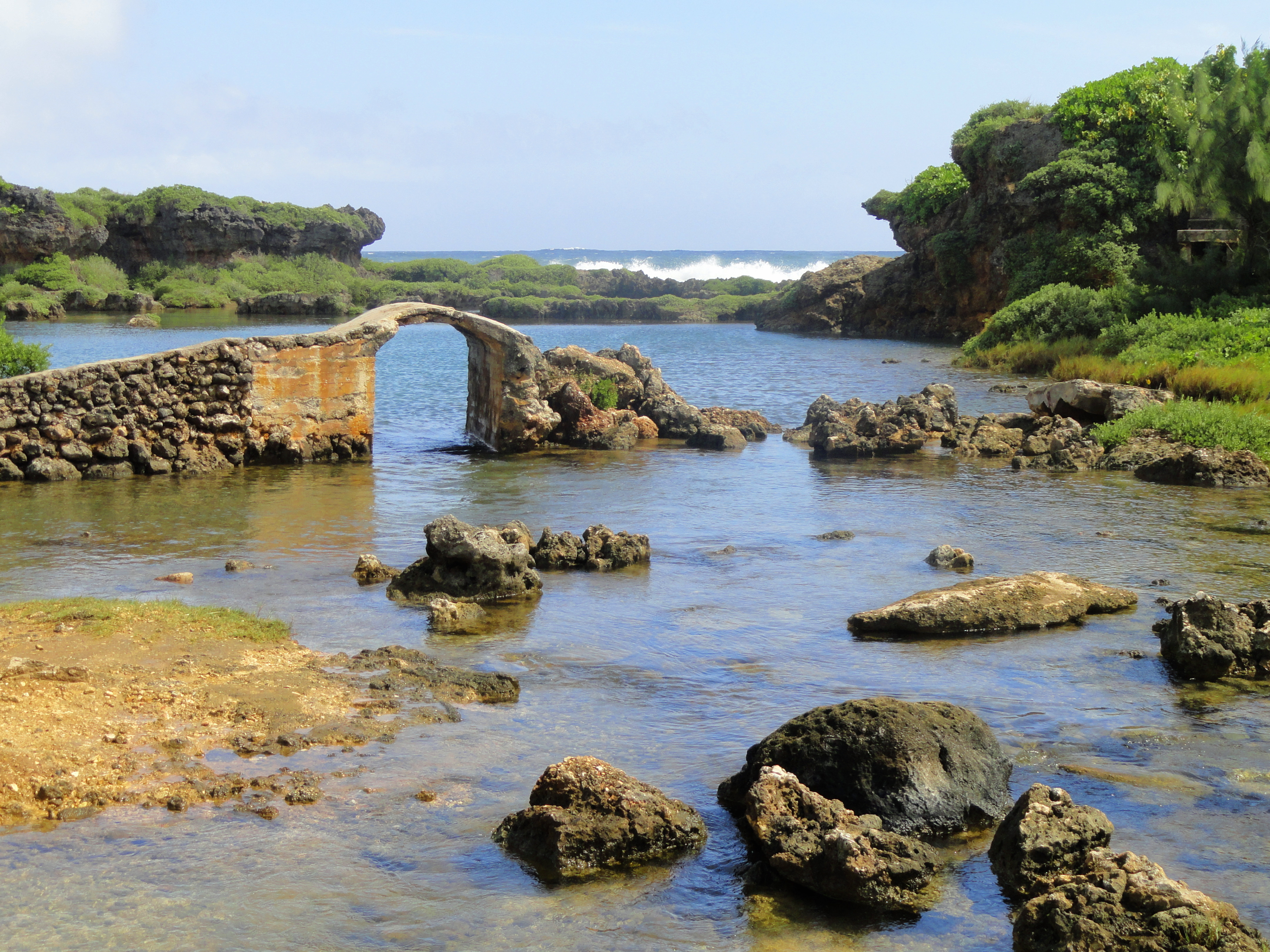
Океанское побережье
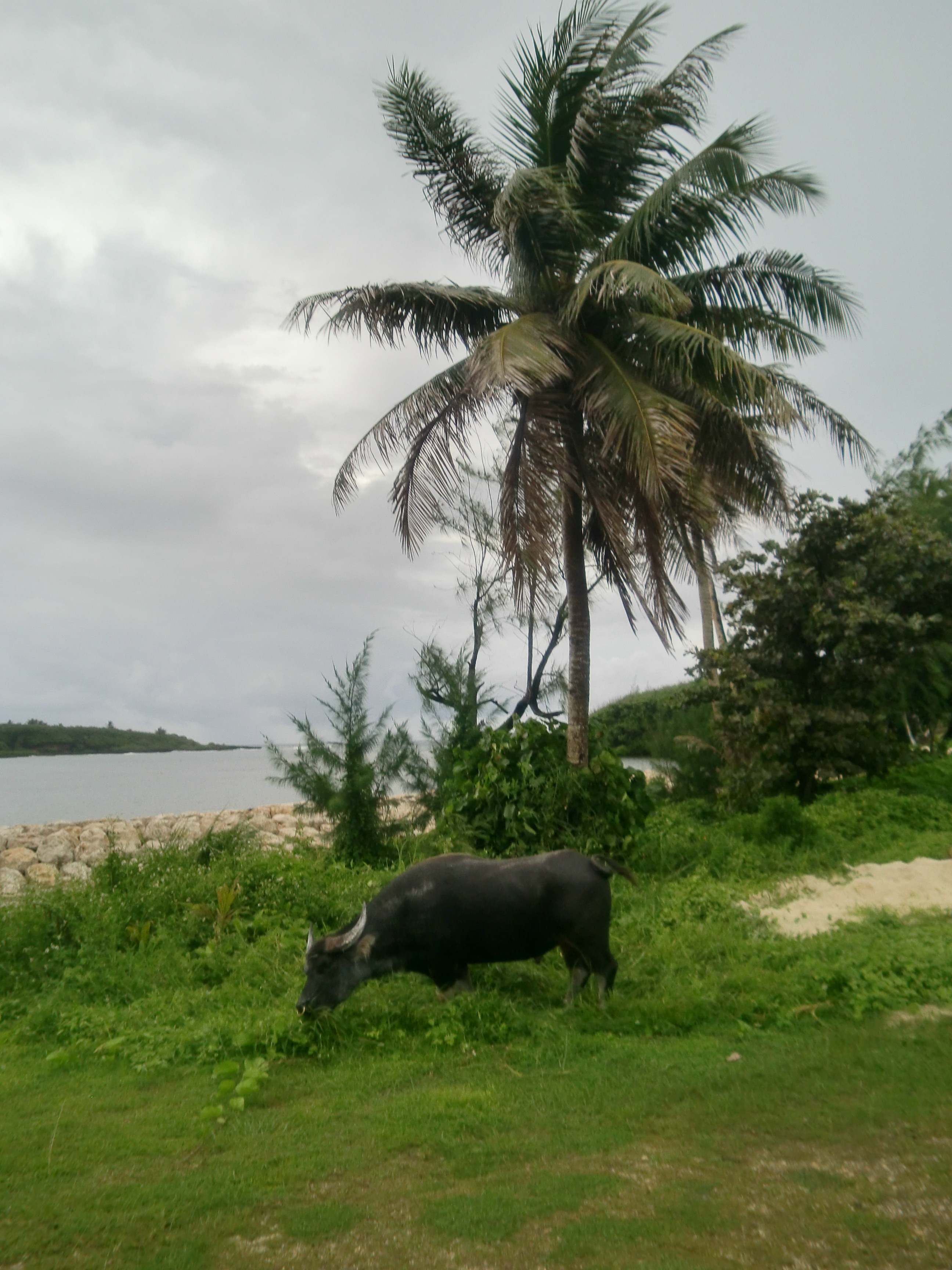
Сельский пейзаж.
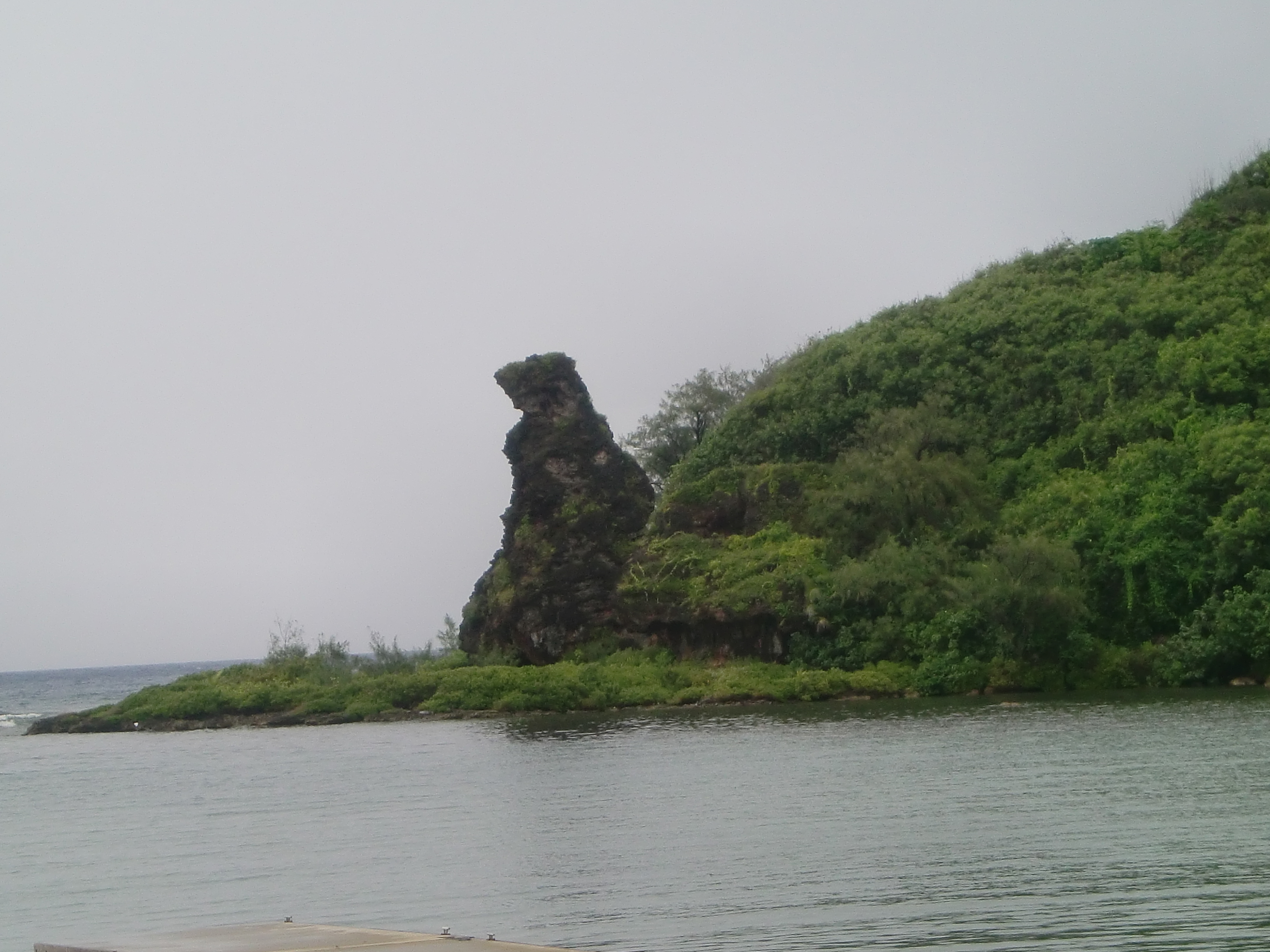
Медведь-скала в Инараджане